# 田口栄治
田口 栄治（たぐち えいじ）は、日本の地方公務員、外交官。国際交流基金理事等を経て、2015年から初代駐アルメニア特命全権大使を務めた。

## 経歴
北海道出身。1981年東京大学法学部卒業、北海道庁入庁。1991年から国際交流基金に移り、外務省在ロシア日本国大使館一等書記官や、同参事官への出向を経て、2011年国際交流基金理事に昇格。2015年から初代駐アルメニア特命全権大使を務め、アルメニア非常事態省で、地すべり災害対策プロジェクト合同調整委員会会議（JCC会議）共同議長を務めるなどして、災害リスク軽減（DRR）による支援にあたるなどした。2019年国際交流基金ロンドン日本文化センター所長。